# 臨摹
臨摹是指書法、照片和繪畫等平面二維作品的仿製。臨，是按照原作去寫或畫；摹，是用紙或絹蒙在原作之上寫或畫。臨摹可以是仿制原作，也可以是仿照碑帖。利用紙和墨汁直接從碑帖複製並非臨摹，稱為拓印。
臨摹是學習書畫的方法，也可以是為了讓原作得以保存，用作展覽、教育和傳播。但若果臨摹而假冒原作，則可視為贗品，與描圖不同的是，臨摹是藉由視覺參考並透過自我想像構圖而成，會與原作有性質上的差異，但描圖則是完全拷貝原作圖像，而若妨礙到他人的商業利益之時，則進一步被社會現象詮釋為抄襲。